# Julie Caplinová
Julie Caplinová, nepřechýleně Caplin, občanským jménem Julie Wake (* Yorkshire, Velká Británie), je anglická spisovatelka povídek, romantických a historických románů, která je známá svojí knižní sérií Romantické útěky. Další knihy píše také pod jménem Jules Wake, v češtině přechýleně Wakeová.

## Život a tvorba
Julie Caplinová se narodila v severoanglickém Yorkshiru. Její otec byl scenárista. Údajně chtěla být už od svých 10 let spisovatelkou. Studovala angličtinu na University of East Anglia. Pracovala dvacet let jako PR agentka a později ve školní administrativě, a to až do ledna 2019, kdy se rozhodla plně soustředit na psaní svých románů.
S psaním knih začala v roce 2008, když se její londýnská PR agentura rozhodla snížit její úvazek. Svůj první román napsala po šestitýdenním kurzu tvůrčího psaní. Podle vlastních slov však napsala pět knih, než nějaká byla vydána. Její prvotina Talk to Me vyšla v roce 2014 pod jménem Jules Wake. Následoval druhý román Pozdrav z Itálie, který se stal bestellerem. Pro psaní prvního románu ze série Romantické útěky Kavárna v Kodani (The Little Cafe in Copenhagen) si zvolila autorský pseudonym Julie Caplin. Caplin je autorčino dívčí jméno. V České republice její knihy vycházejí pod jménem v přechýleném tvaru Julie Caplinová nebo Jules Wakeová. Překladatelkou jejích knih do češtiny je spisovatelka Michaela Klevisová.
Krátce před vpádem Ruska na Ukrajinu dostala nabídku vydávat své knihy také v ruštině. Podle svých slov výtěžek z tohoto prodeje věnovala na pomoc Ukrajině.
Má dvě děti Ellie a Matta a žije se svým manželem Nickem Wakem nedaleko Londýna ve městě Tring v Chiltern Hills v jižní Anglii.

## Přijetí
Román „Malá kavárna v Kodani“ byl nominován v kategorii The Goldsboro Books Contemporary Romantic Novel Award na cenu Romantic Novel Awards 2019 Britské asociace romantických romanopisců (British Romantic Novelists' Association).
Všechny romány ze série Romantické útěky (svazky 1–10) dosud vydané v němčině se staly bestsellery Spiegelu v kategorii brožovaná beletrie. Také v České republice, Německu, Itálii či na Islandu se pravidelně umisťují v bestsellerových žebříčcích.

## Dílo (výběr)
Romány ze série Romantické útěky, vycházející od roku 2018, se odehrávají v různých zemích. Všechny mají různé protagonisty, z nichž někteří se objevili v předchozích románech. Ve všech románech série hraje hlavní roli téma „food porno“. Do poloviny roku 2024 vyšlo ze série celkem 11 knih a byly přeloženy do 19 jazyků, před koncem roku 2024 přidala ještě Hospůdku v Praze (A Little Place in Prague) z českého a moravského prostředí.
1. Kavárna v Kodani
2. Pekárna v Brooklynu
3. Cukrárna v Paříži
4. Pláž v Chorvatsku
5. Hotýlek na Islandu
6. Čajovna v Tokiu
7. Chata ve Švýcarsku
8. Domek v Irsku
9. Hrad ve Skotsku
10. Vinice ve Francii
11. Vila v Itálii
12. Hospůdka v Praze